# Divino afflante Spiritu
Divino afflante Spiritu (kratica DAS)--> je papeška okrožnica (enciklika), ki jo je leta 1943 izdal papež Pij XII.
Okrožnica se ukvarja z vprašanjem preučevanja Svetega pisma; nastala je kot odgovor Rimskokatoliške Cerkve na ugovore nekaterih konservativnih eksegetov, ki so nasprotovali uporabi znanosti pri preučevanju Svetega pisma, saj so verjeli le v duhovno interpretacijo.